# Skinnskattebergs bergslag

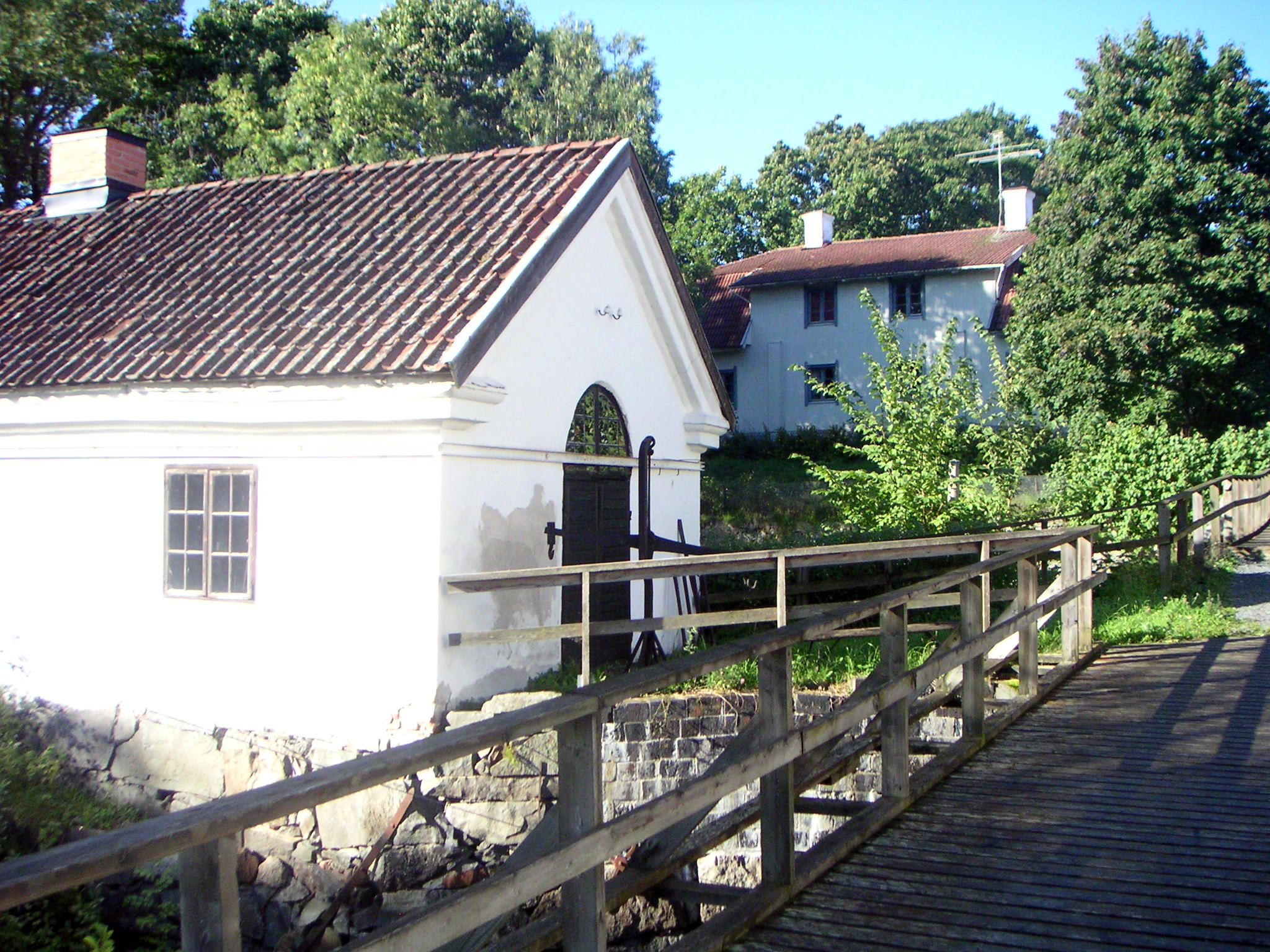
Kraftstationen vid Karmansbo bruk

Skinnskattebergs bergslag var ett bergslag, härad, i den mellersta delen av landskapet Västmanland. Bergslaget omfattade nuvarande Skinnskattebergs kommun vilken är en del av Västmanlands län. Den totala arealen mätte drygt 694 km² och befolkningen uppgick år 1932 till 6 666 invånare. Tingsställe var mellan 1834 och 1906 Bysala, därefter Köping.

## Geografi
Skinnskattebergs bergslag är beläget i Västmanlands nordvästra hörn och gränsen mellan norrlandsterräng och den småkuperade mellansvenska skogsbygden går rakt igenom området. Genom hela bergslaget löper ån Hedströmmen som sedermera mynnar i Mälaren, och kring orten Skinnskatteberg löper denna genom sjöarna Övre och Nedre Vättern. Längs ett biflöde längre österut återfinns från norr till söder sjöarna Stora Lilla Kedjen, Långsvan samt Lillsvan, och väster om dessa vidtar vidsträckta skogar som skiljer området från bygderna öster om dessa. Området har en sparsam jordbruksbebyggelse som framförallt varit belägen längs vattendragen samt kring rullstensåsarnas sträckning. Bergslaget genomkorsas bl.a. av den vidsträckta Köpingsåsen som här löper parallellt med ån. Skinnskattebergs bergslag gränsade i söder mot Åkerbo härad, i öster mot Snevringe härad och i nordost mot Gamla Norbergs bergslag. I nordväst låg Västerbergslags tingslag i nuvarande Dalarnas län och i väst Lindes och Ramsbergs bergslag i Örebro län.
Bergslaget saknade köpingar och municipalsamhällen men den största tätorten är numera Skinnskatteberg belägen cirka 63 km nordväst om Västerås.

### Socknar
Skinnskattebergs bergslag omfattade tre socknar.
- Hed
- Gunnilbo
- Skinnskatteberg

## Historia
Även om spår i form av en trindyxa visar att området varit bebott sedan 3500-2500 f.Kr. var området troligtvis för oländigt beläget var att ha räknats till Mälardalens samhällsbildning under förhistorisk tid, vilket avsaknaden av ett härad också förtäljer. Under hela medeltiden räknades Skinnskattebergs bergslag till Dalarna även om området längs Hedströmmen i kyrkligt hänseende omfattades av den vidsträckta Malma socken i Åkerbo härad som vid denna tid sträckte sig ända upp till södra Dalarna. Namnet Skinnskatteberg förekommer först under 1300-talet och skrevs år 1366 som Skinsäckkia bärgh d.v.s. Skinnsäckeberg. Namnet tros antingen från de skinnsäckar järnmalmen bars ur gruvorna med, men alternativa tolkningar finns. Bygdens namn ändrades dock under 1600-talets början. Tingsplatsen låg i Skinnskatteberg där kyrkan byggd år 1865 ersatt den tidigaste kyrkan från år 1588.
Längs Köpingsåsens sträckning parallellt med Hedströmmen löper sedan gammalt en av pilgrimslederna mot Nidarosdomen i norska Trondheim. Romboleden startade vid Munktorp utanför Köping och följde härifrån åsen hela vägen till Dalarna. En av dess rastplatser lär ha varit på den plats där Skinnskattebergs kyrka sedermera skulle komma att uppföras. I övrigt är det givetvis bergsbruket som dominerat i denna del av Sverige. Skinnskattebergs bergslag utgör lite av kärnan i Bergslagen och i den Röda Jorden i Riddarhyttan återfinns de äldsta spåren av bergshantering i hela landet, då framställning skett här sedan 700-talet f.Kr. och bergslaget fick sina privilegier år 1420. De otaliga järnbruken i området har också medfört att Skinnskattebergs bergslag var en av de herrgårdstätaste häraderna i hela Sverige, och bland dessa märks bl.a. Baggå, Färna, Jönsarbo och Karmansbo. Vid Bockhammar återfinns Ebba Brahes lusthus uppfört år 1636, som också är Sveriges äldsta lusthus.
Brukens storhetstid var 1800-talet då bruken hade stora skogstilgångar, full avsättning för järnvaror och brukens inflytande på respektive bruksort var i det närmaste total. Järnbrukshanteringen krävde med dåtida mått stora mängder energi och skogen runt järnbruken var ofta hårt huggen för att få fram träkol till masugnarna. Under sent 1800-tal sjunker järnbrukens konkurrenskraft när stora stålverk och järnbruk i omvärlden som Ruhrområdet förser marknaden med billigare järnvaror. Under tidigt 1900-tal står bruken på ruinens brant och under 1900-talets första decennier går flera bruk i konkurs och staten köper upp de betydande skogarna. Domänverket övertar brukens dominans genom övertagandet av Skinnskattebergs, Bernshammars, Uttersbergs och Färna Bruks skogar. De sista skogarna som köps av Staten är Riddarhyttans gamla bruksskogar från Uddeholm på 1970-talet samt Gisslarbo Bruks skogar på 1990-talet. Det gör att idag är Skinnskattebergs markareal till största delen ägd av Staten genom Sveaskog och Uppsala Universitet som på tidigt 1900-tal köpte Karmansbo Bruks skogar. 

## Län, fögderier, domsagor, tingslag och tingsrätter
Häradet hör sedan 1634 till Västmanlands län. Församlingarna i häradet tillhör(de) Västerås stift.
Häradets socknar hörde till följande fögderier:
- 1720-1870 (31 juli) Bergslags fögderi
- 1870-1946 (30 juni) Kungsörs fögderi
- 1946-1990 Fagersta fögderi

Häradets socknar tillhörde följande domsagor, tingslag och tingsrätter:
- 1680-1906 Skinnskattebergs tingslag inom domsagorna:
  - 1680-1857 Gamla Norberg, Norrbo, Vagnsbro och Skinnskattebergs domsaga
  - 1858-1906 Västmanlands västra domsaga
- 1906-1928 Västmanlands västra domsagas tingslag inom Västmanlands västra domsaga
- 1929-1970 Åkerbo och Skinnskattebergs tingslag inom Västmanlands västra domsaga

- 1971-2001 Köpings tingsrätt och dess domsaga
- 2001- Västmanlands tingsrätt och dess domsaga

### Webbkällor
- Ebba Brahes lusthis, 2009-04-05, kl. 19:57
- Nationella arkivdatabasen för uppgifter om fögderier, domsagor, tingslag och tingsrätter